# المحاكمة والاستدلال

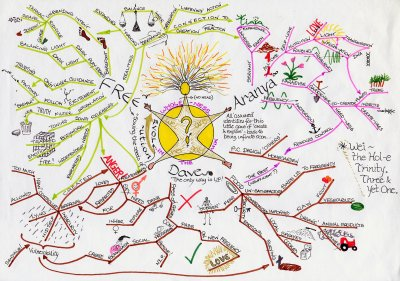
خارطة ذهنية، مفهوم ابتكره توني بوزان، وهو مفهوم واسع يستخدم على نطاق واسع أداة للتفكير

المحاكمة(الاستدلال) يعني بها التشابة بين شيئين والحكم عليهما بالحكم نفسة من خلال الاستدلال وهو نوع من أنواع التفكير يتضمن حلاً لمشكلة من مقدمات ودلالات ورموز وتتم المحاكمة بطرق عدة أهمها طريقان: عملي وآخر نظري.

## المحاكمة العملية
مثل الضياع في مدينة أجنبية نجهل لغة سكانها فإننا نقوم بعدة أفعال تساعدنا على معرفة أين نحن وأين نزلنا؟ وقد يمكن تجنبها لو تعلمنا قبل السفر استعمال كلمات مثل الطريق والفندق ولكن مع هذا نحدد المكان الذي نحن فيه بتذكر كيف كنا نمشي قبل الضياع وهذه مشكلة علمية وحلها بسيط .

## المحاكمة النظرية
تحيط بنا يومياً حوادث كثيرة أعقد مثل: كسوف الشمس والزلال أو الفيضانات فهذه الحوادث غير عادية وتستدعي الفضول والتساؤل وتلتمس حلول هذه الحوادث في كليات العلوم ودور البحث.

## خطوات المحاكمة والاستدلال
حلل العالم المعاصر(ديوي)عملية المحاكمة فرأى أنها ترجع إلى الخطوات الآتية
1. الشعور بالمشكلة : الشعور بالعائق أو الإشكال والحاجة إلى تخطيه كورطة اقتصادية أو أزمة اجتماعية.
2. تحديد المشكلة : تحليلها إلى عناصرها ودراسة كل عنصر وجمع المعلومات والبيانات والشواهد.
3. اقتراح الحلول : أو افتراض الفرضيات المحتملة وهي عبارة عن حل مؤقت يقفز إلى الذهن بشكل مفاجئ وأحيان كثيره عن طريق الحدس
4. اختبار الفرضية: امتحان الحلول المقترحة واستعراضها حلاً بعد الأخر.
5. التحقق من صحة الفرضية المرجحة: عن طريق مزيد من البيانات والإحصاءات وإجراء بعض التجارب.
6. الاستبصار: وهي الفرضية التي تشرق بكلية أجزائها وتبدو كالإلهام .

## أشكال المحاكمة وهي ثلاثة
- الاستنتاج:عملية عقلية صرفة تتم بالانتقال من القوانين إلى الحالات الخاصة أو من الكليات إلى الجزيئات مثال ( كُل أنسان فان / سقراط أنسان ) إذا ( سقراط فان)
- الاستقراء: (عملية تجريبية) تتم بالانتقال من الجزيئات إلى القوانين الكلية مثال ما نشاهدة بالتجارب العلمية كتمدد الحديد بالحرارة .
- المماثلة: عملية تنتقل من جزئي إلى جزئي ومثالها كما نشاهد فرنسا تسقط فيها أمطار صيفية إذن بلجيكا وسويسرا تسقط فيها أمطار صيفية .

## وصلات خارجية
https://books.google.com.sa/books?id=K5sPDgAAQBAJ&pg=PA23&lpg=PA23&dq=%D9%85%D9%81%D9%87%D9%88%D9%85+%D8%A7%D9%84%D9%85%D8%AD%D8%A7%D9%83%D9%85%D8%A9+%D8%A7%D9%84%D8%A7%D8%B3%D8%AA%D8%AF%D9%84%D8%A7%D9%84&source=bl&ots=rCoPSzkGwi&sig=_Vqo-vsxm4LIzbb7eBiPwBu0ssg&hl=ar&sa=X&ved=0ahUKEwiDmfv55OnaAhVRsBQKHfKVALAQ6AEIODAC#v=onepage&q=%D9%85%D9%81%D9%87%D9%88%D9%85%20%D8%A7%D9%84%D9%85%D8%AD%D8%A7%D9%83%D9%85%D8%A9%20%D8%A7%D9%84%D8%A7%D8%B3%D8%AA%D8%AF%D9%84%D8%A7%D9%84&f=false

## انظر ايضاً
1. عمليات التفكير العليا
2. علم